# Tommy Docherty
Thomas Henderson Docherty (24. dubna 1928, Glasgow – 31. prosince 2020, Marple) byl skotský fotbalista a trenér. Docherty hrál za několik klubů, zejména za Preston North End, a reprezentoval Skotsko 25krát v letech 1951 až 1959. Byl na MS 1954 a 1958. Poté v letech 1961 až 1988 řídil celkem 13 klubů, stejně jako skotský národní tým.

## Hráčská kariéra
Tommy Docherty hrál na postu záložníka za Celtic, Preston North End, Arsenal a Chelsea.
Za Skotsko hrál 25 zápasů a dal 1 gól. Hrál na MS 1954 a byl v týmu na MS 1958, kde do zápasu nenastoupil.

## Trenérská kariéra
Docherty trénoval mnoho klubů, nejdéle Chelsea v letech 1961–1967 a Manchester United v letech 1972–1977. V letech 1971–1972 trénoval Skotsko.

## Úspěchy

### Trenér
Chelsea
- Football League Cup: 1964–65

Manchester United
- FA Cup: 1976–77